# École polytechnique universitaire de l’université Lyon-I
Die École polytechnique universitaire de l’université Lyon-I (Polytech Lyon) ist eine französische Ingenieurhochschule, die 1992 gegründet wurde.
Die Schule bildet Ingenieure in sechs Hauptfächern aus:
- Informatik Ingenieurwesen
- Materialwissenschaft und Ingenieurwesen
- Angewandte Mathematik und Modellierung
- Maschinenbau
- Biomedizintechnik
- Industrielle Systeme und Robotik[2]

Polytech Lyon mit Sitz in Lyon und Roanne ist eine öffentliche Hochschule. Die Schule ist Mitglied der Universität Lyon I.